# Nedertorneå-Haparanda distrikt
Nedertorneå-Haparanda distrikt är ett distrikt i Haparanda kommun och Norrbottens län. Distriktet som är Sveriges östligaste ligger omkring Haparanda i östra Norrbotten och gränsar till Finland.

## Tidigare administrativ tillhörighet
Distriktet inrättades 2016 och utgörs av en del av området som Haparanda stad omfattade till 1971, delarna som före 1967 utgjorde Haparanda stad respektive Nedertorneå socken.
Området motsvarar den omfattning Nedertorneå-Haparanda församling hade 1999/2000.

## Tätorter och småorter
I Nedertorneå-Haparanda distrikt finns tre tätorter och fem småorter.

### Tätorter
- Haparanda
- Nikkala
- Seskarö

### Småorter
- Salmis (västra delen)
- Salmis (östra delen)
- Säivis
- Vuono (västra delen)
- Vuono (östra delen)